# Valhalla (hố va chạm)

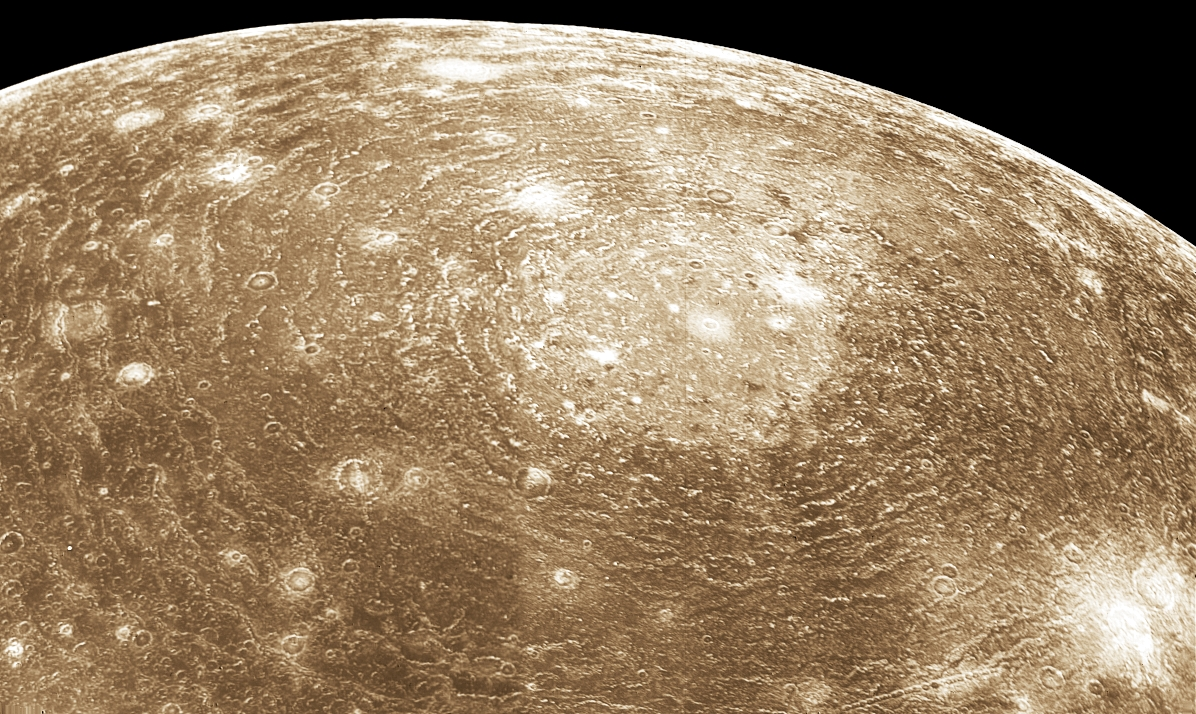
Cấu trúc đa năng của Valhalla trên Callisto

Nằm trên mặt trăng Callisto của sao Mộc, Valhalla là hố va chạm nhiều vòng lớn nhất trong Hệ Mặt trời. Nó được đặt theo tên của Valhalla, hội trường nơi mà các chiến binh được đưa đi sau khi chết trong thần thoại Bắc Âu.
Valhalla bao gồm một khu vực trung tâm nhiều ánh sáng đường kính 360 km, một sườn núi và vùng máng bên trong, và các vòng tròn đồng tâm nổi bật kéo dài ra đến khoảng 1.900 km từ trung tâm. Một số miệng hố va chạm lớn và chuỗi hố va chạm được đặt chồng lên Valhalla. Hệ thống nhiều vòng có thể đã được hình thành dưới dạng vật chất bán lỏng hoặc lỏng nằm dưới lớp thạch quyển giòn bị đâm thủng bởi vật va chạm rơi về phía tâm của miệng hố sau tác động.

## Mô tả chung
Valhalla là lưu vực nhiều vòng lớn nhất trên Callisto và trong Hệ Mặt trời (có đường kính lên tới 3.800 km). Nó được phát hiện bởi các tàu thăm dò Voyager vào năm 1979 và 1980 và nằm trên bán cầu phía trên của Callisto, đối diện Sao Mộc khoảng 1/4 góc một chút về phía bắc của đường xích đạo (ở vĩ độ khoảng 18 ° Bắc và kinh độ 57 ° Tây). Từ điểm địa chất Valhalla bao gồm ba khu vực: khu vực trung tâm, khu vực sườn núi và bên trong và khu vực máng bên ngoài.

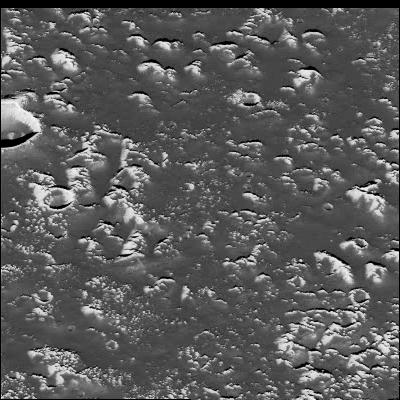
Phần trung tâm của cấu trúc Valhalla trên Callisto. Các điểm sáng được bao quanh bởi các đồng bằng tối có thể nhìn thấy.

Vùng bên trong (đường kính khoảng 360 km) là một ví dụ về địa hình palimpsest: một đặc điểm địa hình hình tròn albedo có nguồn gốc miệng hố va chạm. Bề mặt ở khu vực trung tâm tương đối mịn và có vẻ ngoài lốm đốm. Nhiều miệng hố tác động bên trong nó có quầng sáng tối. Ở độ phân giải cao có được từ một số hình ảnh chụp bởi Galileo, phần trung tâm của Valhalla trông giống như một địa hình gồ ghề, nơi các núm sáng được bao quanh bởi các đồng bằng mịn tối; có sự giảm thiểu đáng chú ý của các miệng hố tác động nhỏ.
Các sườn núi bên trong và khu vực máng bao quanh vòm miệng trung tâm. Các rặng núi bao quanh khu vực trung tâm có sườn dốc hướng ra ngoài. Những vách núi khi nghiên cứu ở độ phân giải cao, hóa ra là không liên tục bao gồm một loạt các chuỗi sáng nhỏ Knobs bao quanh bởi vật liệu tối trơn tru. Chúng rõ ràng là những cấu trúc xuống cấp. Các máng nằm xa trung tâm hơn là các rặng núi uốn lượn và xuất hiện địa hào (khoảng 20 km rộng). Vùng máng bên trong kéo dài tới 950 km từ trung tâm Valhalla.
Vùng máng ngoài có bán kính từ 1500 đến 1900 km; ranh giới bên ngoài của nó không được xác định rõ. Nó bao gồm các đường nối hình sin đôi rộng (máng), giống như các máng bên trong với địa hào. Mặc dù các địa hào này rộng hơn (tới 30 km) so với các rãnh trong vùng máng bên trong, chúng giảm thiểu nghiêm trọng và được tạo thành từ một loạt các điểm núi nhỏ, giống như các phần bên trong của chúng. Không có dấu hiệu nào về dòng chảy núi lửa hoặc các dấu hiệu khác của hoạt động nội sinh liên quan từ việc chụp hình ảnh của Galileo có độ phân giải cao tương tự dựa trên hình ảnh Voyager có độ phân giải thấp. Vì vậy, tất cả các cấu trúc trong lưu vực Valhalla có nguồn gốc tác động hoặc kiến tạo.

## Các hố va chạm
Một số hố va chạm nổi bật và chuỗi miệng hố va chạm nằm trong cấu trúc Valhalla. Ở rìa phía bắc của nó là Gomul Catena và các hố va chạm Egdir và Mimir. Chuỗi miệng hố va chạm bao gồm nhiều các miệng hố va chạm chạy dài tuyến tính và có lẽ là kết quả của sự phá vỡ của một sao chổi (như sao chổi Shoemaker-Levy 9). Ở phía nam của Valhalla có các miệng hố va chạm Sarakka và Nar; về phía đông của nó (tại ranh giới giữa các vùng máng trong và ngoài) là miệng núi lửa Sculd và Svol Catena. Về phía tây của Valhalla là các miệng khác trên lưu vực Asgard. Các phần trung tâm của Valhalla ít bị phá hủy hơn so với đồng bằng cũ bên ngoài cấu trúc. Điều này chỉ ra rằng Valhalla trẻ hơn đáng kể so với Callisto.

## Nguồn gốc

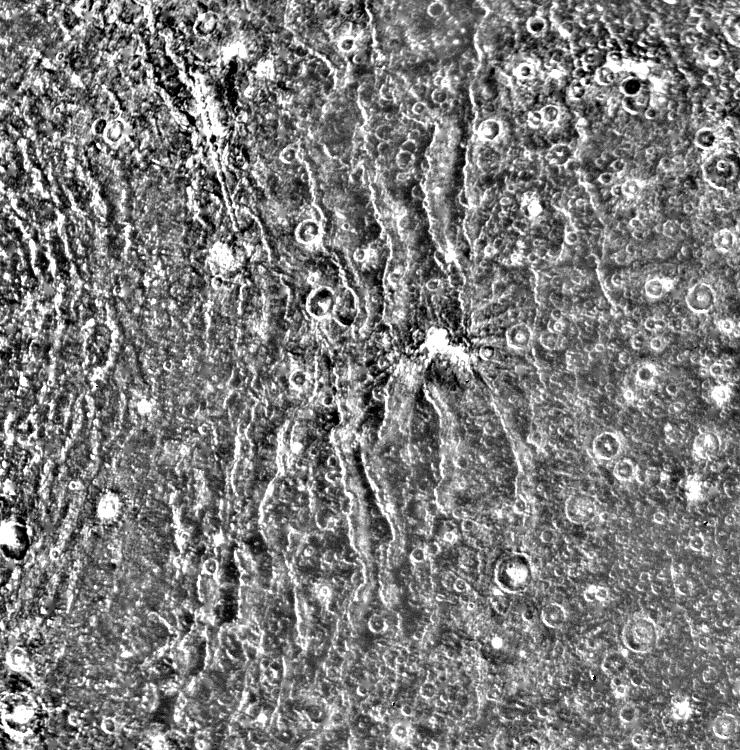
Các máng (đứt gãy) xung quanh Valhalla